# Гюргево (Огражден)
Вижте пояснителната страница за други значения на Гюргево.
Гю̀ргево е бивше село в Югозападна България. То се намира в Община Петрич, област Благоевград и е част от землището на село Михнево.

## География
Селото е било разположено в планински район на 25 километра северно от град Петрич в югоизточните склонове на планината Огражден. Климатът е преходно-средиземноморски с летен минимум и зимен максимум на валежите. Населението се изселва масово в периода 1956 – 1965 година в Кърналово, Припечене и Петрич.

## История
За първи път селото се споменава с днешното си име Гюргево в грамота на Иван и Константин Драгаш, датирана около 1378 година.
Селището се споменава в османски регистри от 1570 и 1664 – 1665 година. Според данните от първия регистър в селото живеят 35 български-християнски и 3 мюсюлмански домакинства.
В „Етнография на вилаетите Адрианопол, Монастир и Салоника“, издадена в Константинопол в 1878 година и отразяваща статистиката на населението от 1873 година, Гюргево (Geurgevo) е посочено като село с 40 домакинства със 70 жители мюсюлмани. През 1900 година селото е чисто турско. Според статистиката на Васил Кънчов („Македония. Етнография и статистика“) през същата година в Гюргево живеят 400 жители турци.
От 2 октомври 2015 година, с решение на Министерския съвет, селото е закрито, поради липса на самостоятелно землище и постоянно живеещо население.